# Львица (подводная лодка)
«Львица» — подводная лодка российского императорского флота типа «Барс». Построена в 1915—1916 годах, входила в состав Балтийского флота. Участвовала в Первой мировой войне, пропала без вести в июне 1917 года.

## История строительства
«Львица» была заложена 3 (16) июля 1914 года на Адмиралтейском заводе. Полностью готовый корпус был в разобранном виде перевезён в Ревель, где на заводе «Ноблесснер» лодку достроили. Спуск на воду состоялся 10 (23) октября 1915 года, 14 апреля 1916 года лодка вступила в строй и вошла в состав 2-го дивизиона Дивизии подводных лодок Балтийского моря.

## История службы
В 1915 году на «Львице» испытывалось палубное минное устройство для перевозки и постановки 8 мин. По результатам испытаний устройство в серию не пошло. Лодка принимала участие в Первой мировой войне, совершила 5 боевых походов.
В феврале 1917 года экипаж «Львицы» принимал активное участие в революции. В апреле — мае 1917 года, несмотря на нехватку экипажа, лодка совершала учебные погружения — под командованием старшего офицера Рогозина, с двумя офицерами вместо пяти и с недостатком нижних чинов.
Погибла в начале июня 1917 года вместе со всем экипажем из 45 человек в пятом боевом походе в районе Готланд-Эзель. По состоянию на 2021 год местоположение достоверно не определено.